# Breeches Lake (Nowa Szkocja)
Breeches Lake – jezioro (lake) w kanadyjskiej prowincji Nowa Szkocja, w hrabstwie Richmond, na północ od miejscowości Fourchu; nazwa urzędowo zatwierdzona 13 lutego 1976. Częściami Breeches Lake są zatoka North Arm Breeches Lake i jezioro South Arm Breeches Lake.